# 美洲瘤鸭
，是雁形目鸭科的一种鸟类。

## 特征
美洲瘤鸭体重约2610克，翼长约304.5毫米，嘴峰长约52.5毫米，喙宽度约21.4毫米，喙厚度约18.3毫米，跗蹠长约54.4毫米，尾长约98.8毫米。美洲瘤鸭在其分布区内为留鸟，其栖息在开放的湖泊、沼泽等湿地环境中。食性为草食性，主要食物来源是水生植物。

## 分布
热带南美（安第斯山脉以东）至阿根廷北部。